# Legoland
A LEGOLAND a kisebb-nagyobb műanyag LEGO elemekből felépített élményparkok összefoglaló neve.

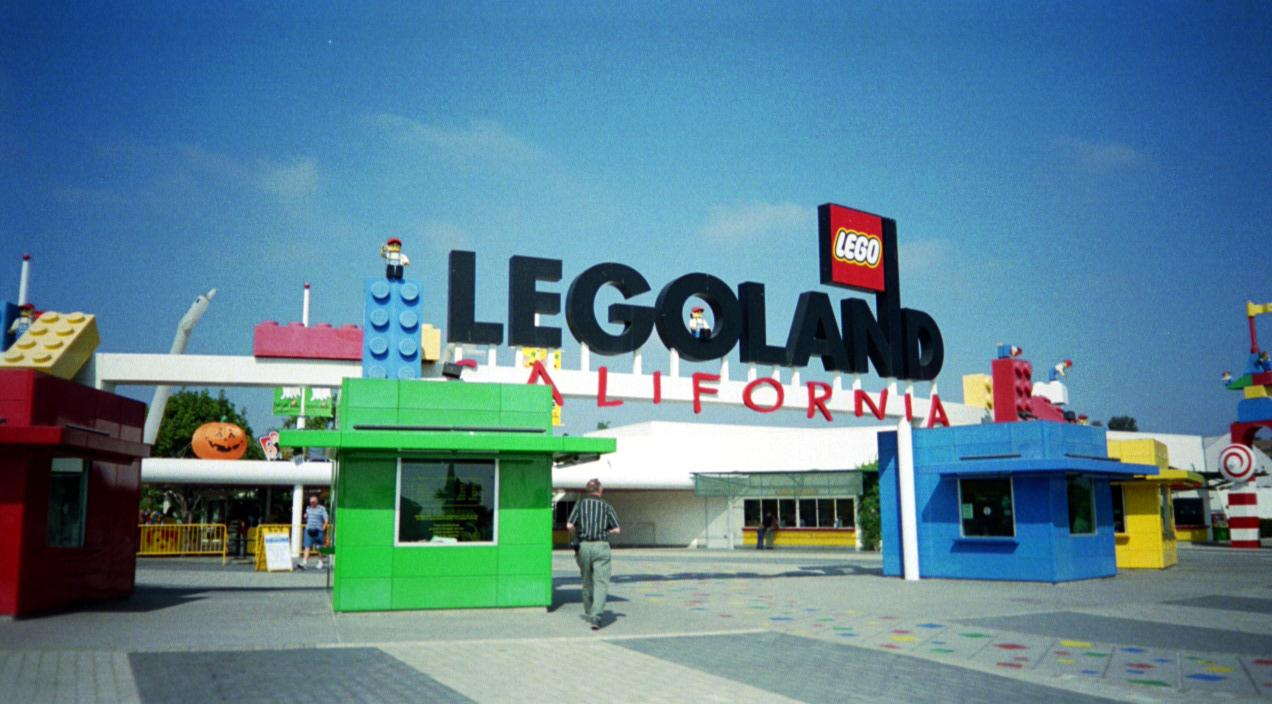
A kaliforniai LEGOLAND bejárata.

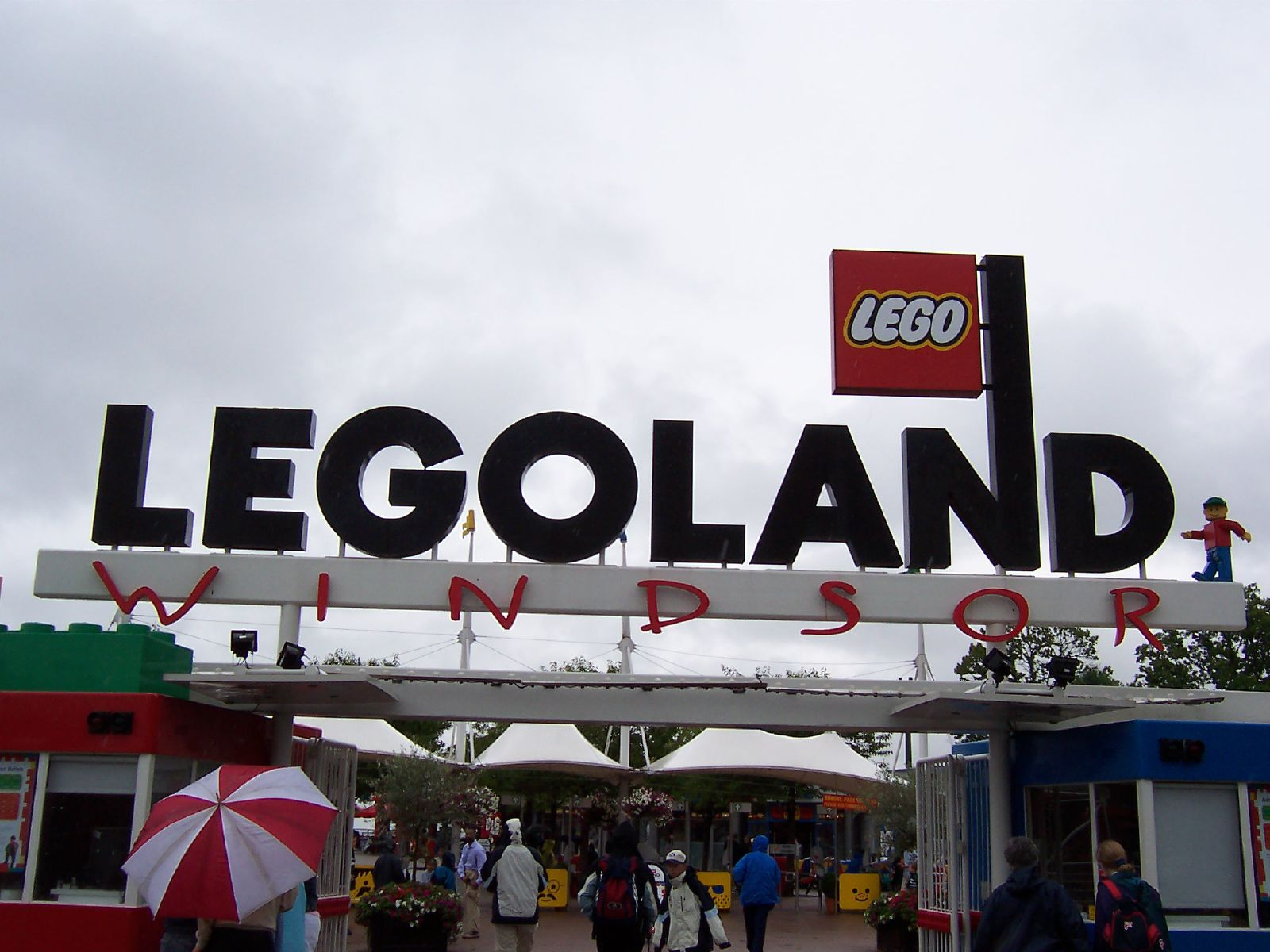
A windsori LEGOLAND bejárata.

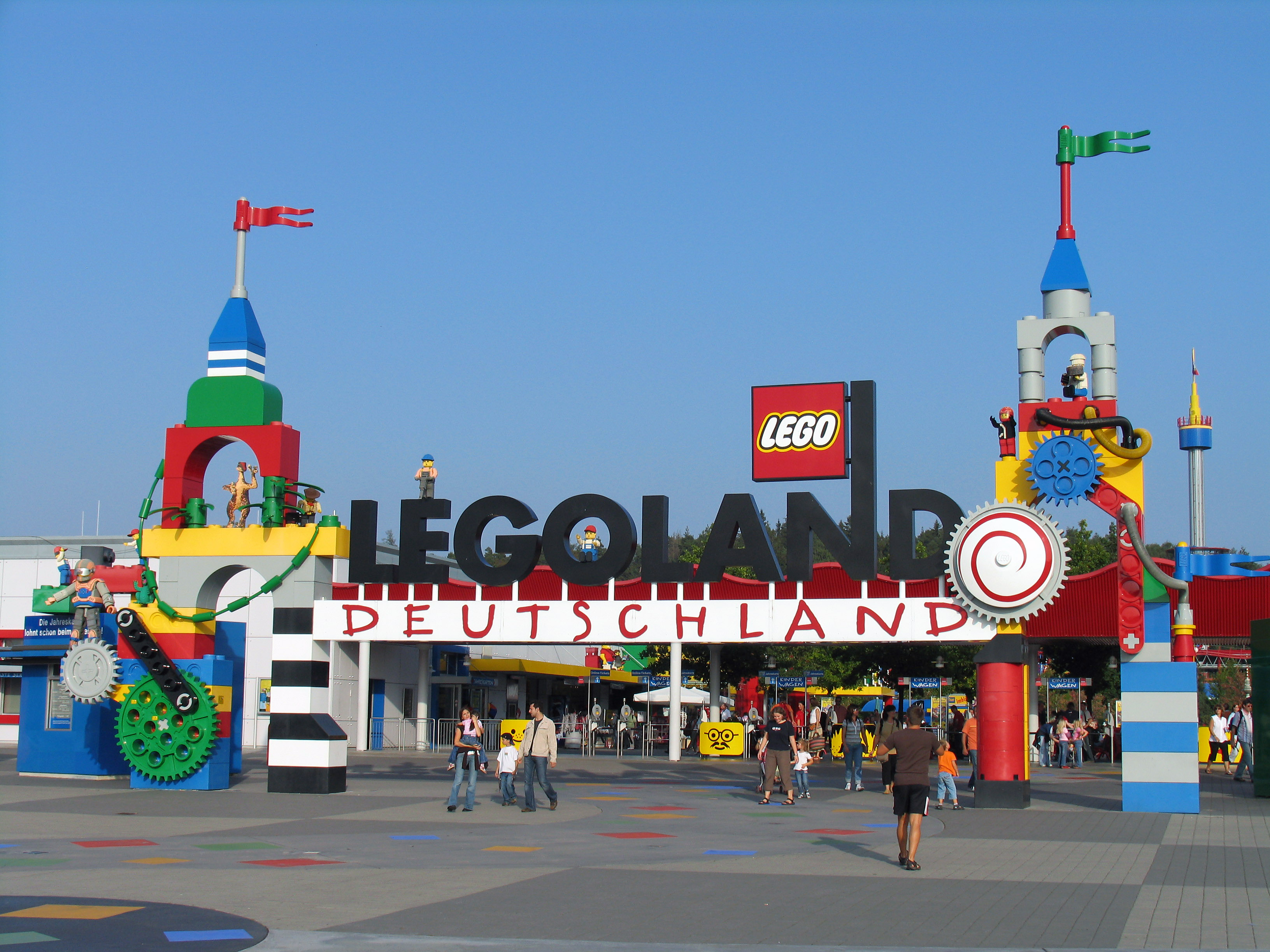
A günzburgi LEGOLAND bejárata.

## Parkok
Az első LEGOLAND (Legoland Billund) a LEGO játékgyártó cég központjában, a dániai Billund város mellett (1968) épült.
Azóta a világ több pontján nyíltak meg további Legoland parkok:
- Legoland Windsor Resort (1996), Windsorban, Egyesült Királyság
- Legoland California Resort (1999), a kaliforniai Carlsbadban, USA
- Legoland Deutschland Resort (2002), Günzburgban, Németország
- Legoland Florida Resort (2011), a floridai Winter Havenben, USA

- Legoland Malaysia Resort (2012), Iskandar Puteri városban, Malajzia
- Legoland Dubai (2016), Dubajban, Egyesült Arab Emírségek
- Legoland Japan Resort (2017), Nagojában, Japán
- Legoland New York Resort (2021. május 29.), New-York állambeli Goshenben, USA
- Legoland Water Park Gardaland (2021. június 15.), Castelnuovo del Garda-ban, Olaszország
- Legoland Korea Resort (2022. május 5.), Kangvonban, Dél-Korea

Tervezett további parkok:
- Legoland Shanghai (terv szerinti időpont 2025), Sanghaj, Kína
- Legoland Sichuan (terv szerinti időpont 2025), Csengtuban, Szecsuan, Kína
- Legoland Shenzhen (terv szerinti időpont 2026), Sencsenban, Kína
- Legoland Beijing (tervezés alatt), Pekingben, Kína

Jelenleg 11 Legoland park működik a világon és további 4 parkot terveznek.

## Látogatottság
A kaliforniai, dán, és a német park egyenként mintegy 1,4 millió látogatót fogadnak évente. A brit park 1,65 millió látogatót fogadott 2007-ben, így a 15. leglátogatottabb park lett Európában.

## Színdarabok
- LEGO Ninjago: The Realm of Shadows
- LEGO Ninjago: The Portal of Peril
- LEGO Friends To The Rescue LEGOLAND Florida Resort
- LEGO Friends Live Show! A musical show! Legoland Malaysia!

## Filmek
| #  | Eredeti cím                               | Magyar cím | Rendező          | Író                   | Gyártó                   | Eredeti premier   | Magyar premier |
| -- | ----------------------------------------- | ---------- | ---------------- | --------------------- | ------------------------ | ----------------- | -------------- |
| 1. | The Lego Movie: 4D – A New Adventure      |            | Rob Schrab       | Adam Pava, Rob Schrab |                          | 2016. január 29.  |                |
| 2. | Lego Nexo Knights: The Book of Creativity |            | Stu Gamble       | Mark Hoffmeier        |                          | 2016. június 15.  |                |
| 3. | Lego Ninjago: Master of the 4th Dimension |            | Michael D. Black | Robert Henny          | Pure Imagination Studios | 2018. január 12.  |                |
| 4. | Lego City 4D - Officer in Pursuit         |            | Michael D. Black | Michael D. Black      | Pure Imagination Studios | 2019. április 12. |                |

## Fordítás
- Ez a szócikk részben vagy egészben  a   Legoland című angol Wikipédia-szócikk ezen változatának fordításán alapul.  Az eredeti cikk szerkesztőit annak laptörténete sorolja fel. Ez a jelzés csupán a megfogalmazás eredetét és a szerzői jogokat jelzi, nem szolgál a cikkben szereplő információk forrásmegjelöléseként.